# محمود شوکت
محمود شوکت (عربی: محمود شوكت عقل مصلح؛ زادهٔ ۲۰ مهٔ ۱۹۹۵) بازیکن فوتبال است.
از باشگاه‌هایی که در آن بازی کرده‌است می‌توان به باشگاه فوتبال الاهلی (امان) اشاره کرد.